# 鄭州安騰管道工程
鄭州安騰管道工程有限責任公司（簡稱鄭州安騰管道工程，也前身為鄭州安騰燃氣工程技術服務有限責任公司），河南煤業化工集團煤氣化公司旗下公司，是在1996年成立，主要業務有管道带压堵漏、开孔、管道防腐检测、阴极保护系统维护维修、管道杂散电流排除、管道输送介质计量、输气工艺设计、运营设备改造、带压管道不停输换管、管道巡查维护、SCADA系统维护、工艺管道清洗等方面的技术服务及施工。
2008年，母公司和另外3家企業合併，組成河南煤業化工集團。

## 連結
- 鄭州安騰管道工程有限責任公司 （页面存档备份，存于）
- 河南煤业化工集团：在兼并重组中提升竞争力 中国矿产资源整合律师网